# Villaminaya
Villaminaya ist ein Dorf und eine zentralspanische Gemeinde (municipio) mit 497 Einwohnern (Stand: 2024) in der Provinz Toledo in der Autonomen Gemeinschaft Kastilien-La Mancha.

## Lage
Villaminaya liegt etwa 22 Kilometer südsüdöstlich von Toledo in der historischen Provinz La Mancha in einer Höhe von ca. 730 m. 
Das Klima im Winter ist rau, im Sommer dagegen trocken und warm; der Regen (ca. 419 mm/Jahr) fällt überwiegend in den Wintermonaten.

## Bevölkerungsentwicklung
| Jahr      | 1970 | 1981 | 1991 | 2001 | 2011 | 2021 |
| Einwohner | 843  | 757  | 692  | 636  | 607  | 513  |

## Sehenswürdigkeiten
- Dominikuskirche

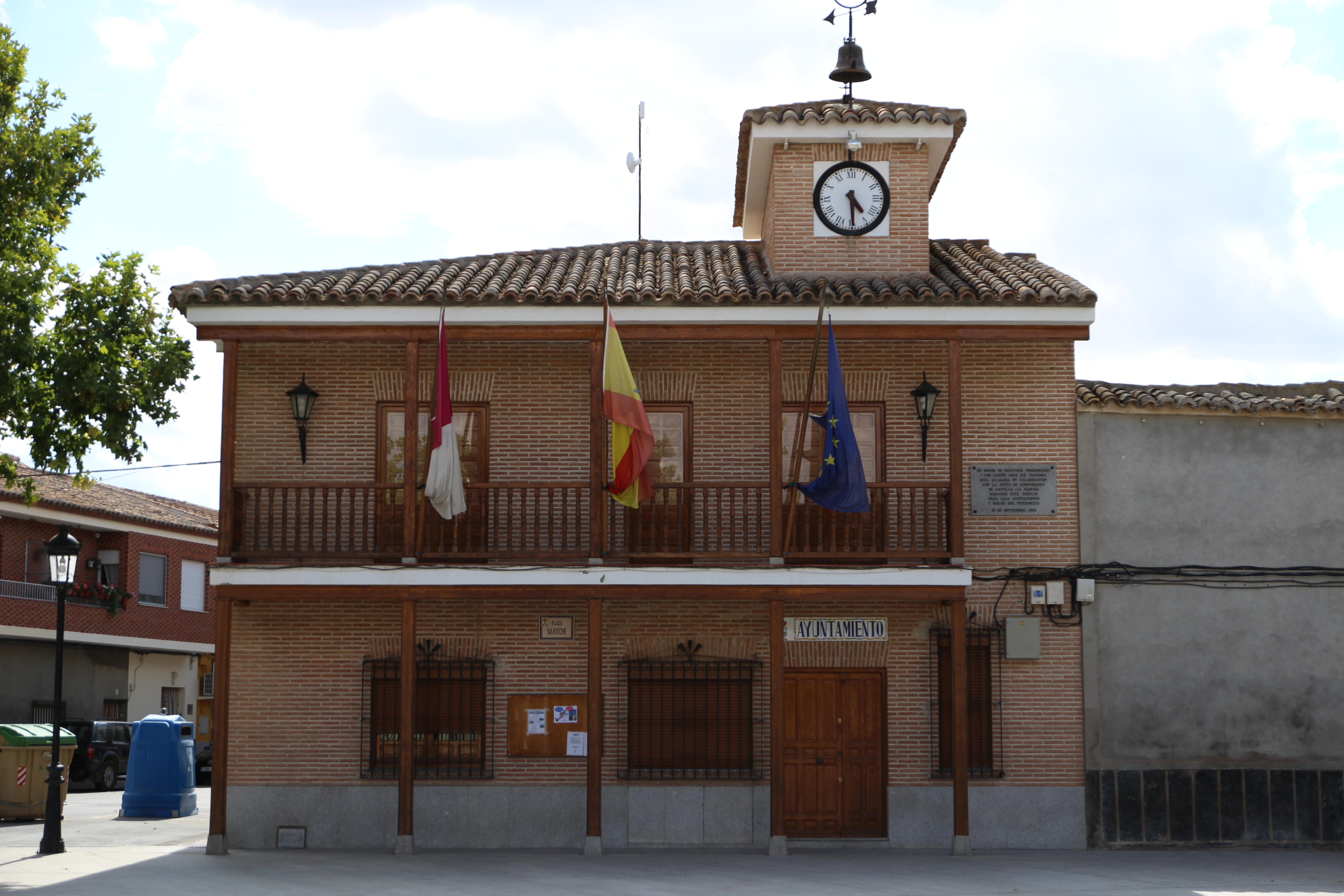
Rathaus